# YBX2
YBX2 (англ. Y-box binding protein 2) – білок, який кодується однойменним геном, розташованим у людей на короткому плечі 17-ї хромосоми. Довжина поліпептидного ланцюга білка становить 364 амінокислот, а молекулярна маса — 38 518.
| 10         |  | 20         |  | 30         |  | 40         |  | 50         |
| ---------- |  | ---------- |  | ---------- |  | ---------- |  | ---------- |
| MSEVEAAAGA |  | TAVPAATVPA |  | TAAGVVAVVV |  | PVPAGEPQKG |  | GGAGGGGGAA |
| SGPAAGTPSA |  | PGSRTPGNPA |  | TAVSGTPAPP |  | ARSQADKPVL |  | AIQVLGTVKW |
| FNVRNGYGFI |  | NRNDTKEDVF |  | VHQTAIKRNN |  | PRKFLRSVGD |  | GETVEFDVVE |
| GEKGAEATNV |  | TGPGGVPVKG |  | SRYAPNRRKS |  | RRFIPRPPSV |  | APPPMVAEIP |
| SAGTGPGSKG |  | ERAEDSGQRP |  | RRWCPPPFFY |  | RRRFVRGPRP |  | PNQQQPIEGT |
| DRVEPKETAP |  | LEGHQQQGDE |  | RVPPPRFRPR |  | YRRPFRPRPR |  | QQPTTEGGDG |
| ETKPSQGPAD |  | GSRPEPQRPR |  | NRPYFQRRRQ |  | QAPGPQQAPG |  | PRQPAAPETS |
| APVNSGDPTT |  | TILE       |  |            |  |            |  |            |

A: Аланін

C: Цистеїн

D: Аспарагінова кислота

E: Глутамінова кислота

F: Фенілаланін

G: Гліцин

H: Гістидин

I: Ізолейцин

K: Лізин

L: Лейцин

M: Метіонін

N: Аспарагін

P: Пролін

Q: Глутамін

R: Аргінін

S: Серин

T: Треонін

V: Валін

W: Триптофан

Кодований геном білок за функцією належить до фосфопротеїнів. 
Білок має сайт для зв'язування з ДНК, РНК. 
Локалізований у цитоплазмі, ядрі.